# 內轉子馬達

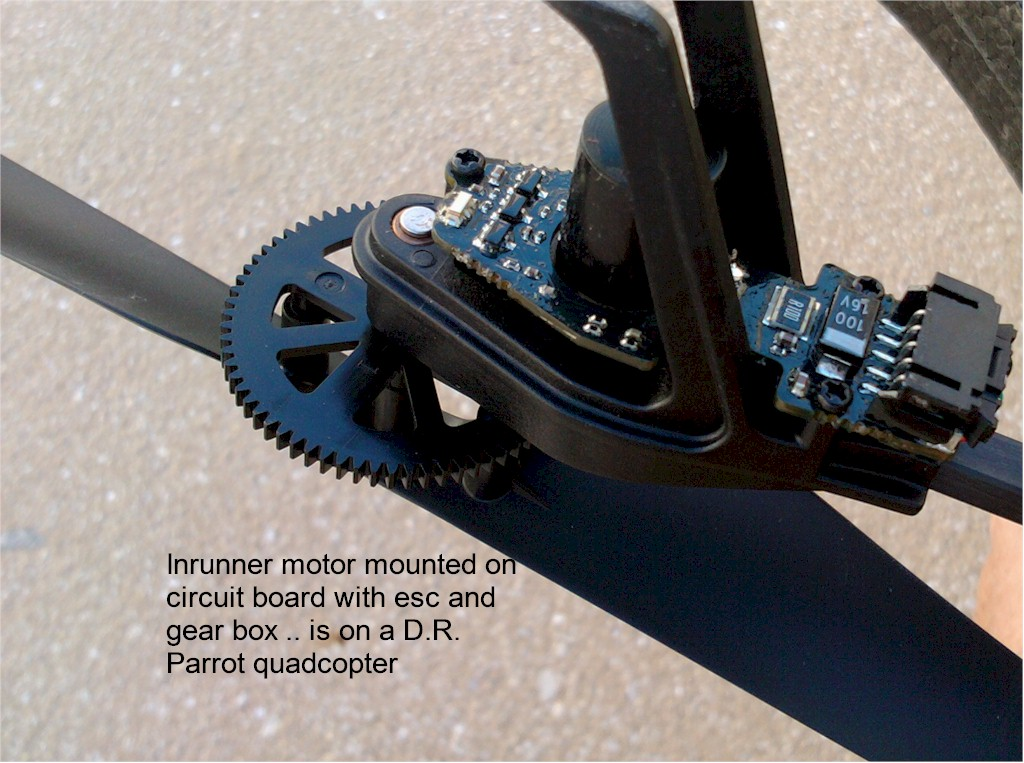
四轴飞行器裡的直流無刷有變速齒輪的內轉子馬達

內轉子馬達（inrunner）是指转子在定子內部的馬達。內轉子馬達特別會用來說明直流無刷電動機，和轉子在外側的外轉子馬達區分。大部份的馬達都是內轉子馬達。

## 用在在無人機以及模型飛機中
相較於外轉子馬達，無人機以及模型飛機裡的內轉子馬達可以以非常快的轉速運行，可以快到馬達速度常數11000 RPM/V，此速度對大部份的飛行器而言都太快了。不過，內轉子馬達的力矩很小。因此，此應用下的內轉子馬達會配合变速器以降低速度，提昇力矩。
許多無人機以及模型飛機的內轉子馬達是沒有鐵芯的馬達，其定子沒有可以磁化的矽鋼片或是鐵芯。定子線圈可能會用環氧樹脂或是其他樹脂材料固定。沒有鐵芯的內轉子馬達，在沒有電源時可以自由轉動，不會有磁力的影響，因此沒有齒槽轉矩。設計良好的無鐵芯內轉子馬達因為沒有鐵損，其效率可以非常高。相較於有鐵芯的馬達，無鐵芯馬達的力矩非常低，但馬達速度常數（Kv）很高。
現代的無刷內轉子馬達也會加入鐵芯，維持高馬達速度常數，同時改善力矩不足的問題，這種馬達常用在遙控車及卡車的應用上。